# Stránka
Stránka là một làng thuộc huyện Mělník, vùng Středočeský, Cộng hòa Séc.